# Yılankale
Yılankale (auch Yılan Kalesi, türkisch für „Schlangenburg“, im Volksmund auch Şahmiran Kalesi nach Semiramis oder nach Şahmaran) ist eine mittelalterliche Burg im ehemaligen Königreich Kleinarmenien und eine der am besten erhaltenen Burgen aus der Kreuzfahrerzeit in dieser Region. Sie liegt beim gleichnamigen Ort Yılankale im Landkreis Ceyhan der türkischen Provinz Adana direkt gegenüber der antiken Ruinenstätte auf dem Sirkeli Höyük. Die Burg erhielt ihren Namen, weil hier einer türkischen Legende folgend der Schlangenkönig wohnte.

## Entstehungsgeschichte
Die Burg wurde vermutlich im 12. bis 13. Jahrhundert vom armenischen König Leo II. erbaut. Später wurde sie von Kreuzrittern genutzt. Nach der Legende ist der sagenhafte Schlangenmensch Meran ihr Erbauer, dem sie auch den türkischen Namen verdankt.

## Anlage

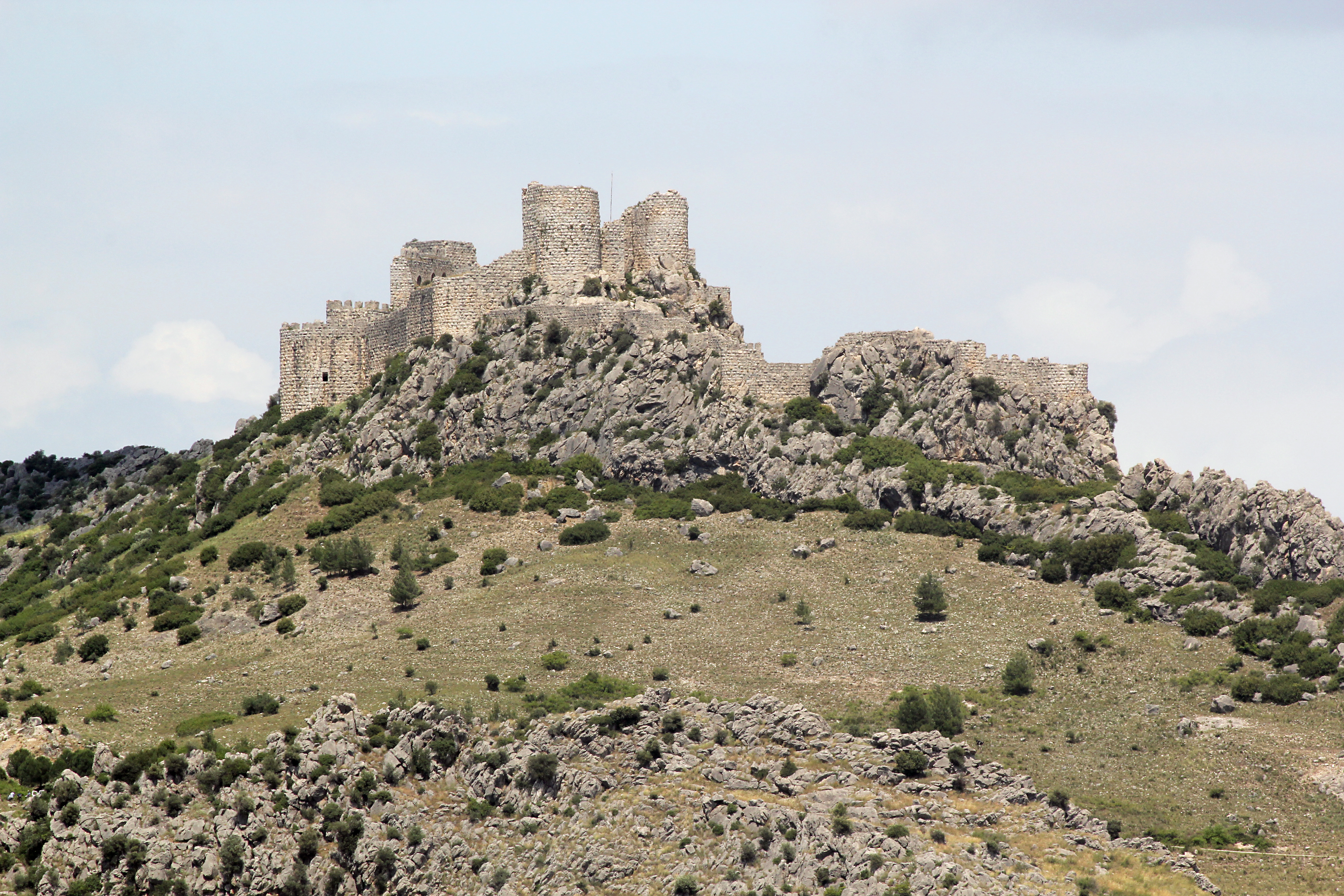
Yılankale von Süden

Yılankale ist eine für armenische Burgen typische Spornburg auf einem schroffen Bergrücken. Die Kernburg besitzt halbrunde Wehrtürme mit bis zu 15 Metern Höhe. Diese Art von Turm kommt auch in anderen Burgen in der Region wie Lambron vor und ist für armenische Befestigungsanlagen charakteristisch (Molin 2001). Insbesondere wird das Torhaus der Kernburg von zwei solchen Türmen flankiert. Die Wehrtürme sind in die Ringmauer integriert. Ein frei stehender Bergfried existiert dagegen nicht.
Der Eingang zur Burg führt über den am tiefsten gelegenen Hof der Vorburg von der Südostseite zu einem mittleren Hof und weiter zum Haupttor, das von zwei Wehrtürmen mit hufeisenförmigen Grundrissen flankiert wird. Die Kernburg enthält die Ruine einer Burgkapelle und ausgedehnte Zisternen. Die schwächer befestigte Vorburg liegt auf demselben Bergrücken und endet mit einem Rundturm an dessen Südspitze.